# Inverleith
 (janvier 2019).
Si vous disposez d'ouvrages ou d'articles de référence ou si vous connaissez des sites web de qualité traitant du thème abordé ici, merci de compléter l'article en donnant les références utiles à sa vérifiabilité et en les liant à la section « Notes et références ».

Inverleith est un quartier d'Édimbourg, capitale de l'Écosse, considéré généralement comme aisé.
Son nom provient du gaélique écossais Inbhir Lìte, qui signifie « bouche (embouchure) de la Leith », la Water of Leith étant la rivière qui traverse Édimbourg.

## Parcs et jardins
Inverleith abrite le célèbre Jardin botanique royal (« The Botanics »), qui contient des jardins et des parcs agrémentés d'une collection de plantes du monde entier, conservées dans des serres et en plein air. Un centre de recherche en botanique y est implanté.

## Rugby
Forcée de louer différents stades de cricket pour y faire jouer l'équipe d'Écosse, la fédération écossaise de rugby (la Scottish Rugby Union qui s'appelait alors encore la Scottish Football Union) voulut s'implanter une bonne fois pour toutes dans un endroit à elle. Sa quête dura sept ans, aucune municipalité n'étant prête à l'accueillir, au prétexte que les supporters arrivaient telles des hordes sauvages les jours de match. Enfin, en 1897, elle fit l'acquisition d'un terrain à Inverleith pour la somme de £3 800, devenant ainsi la première des quatre fédérations britanniques à posséder son propre stade. Le premier match eut lieu le 18 février 1899 et vit la défaite de l'Écosse chez elle contre l'Irlande (3-9). Inverleith accueillit les matches de l'Écosse jusqu'au 25 janvier 1925. Le XV du Chardon s'installa ensuite à Murrayfield dès le 21 mars de la même année.

## Vues

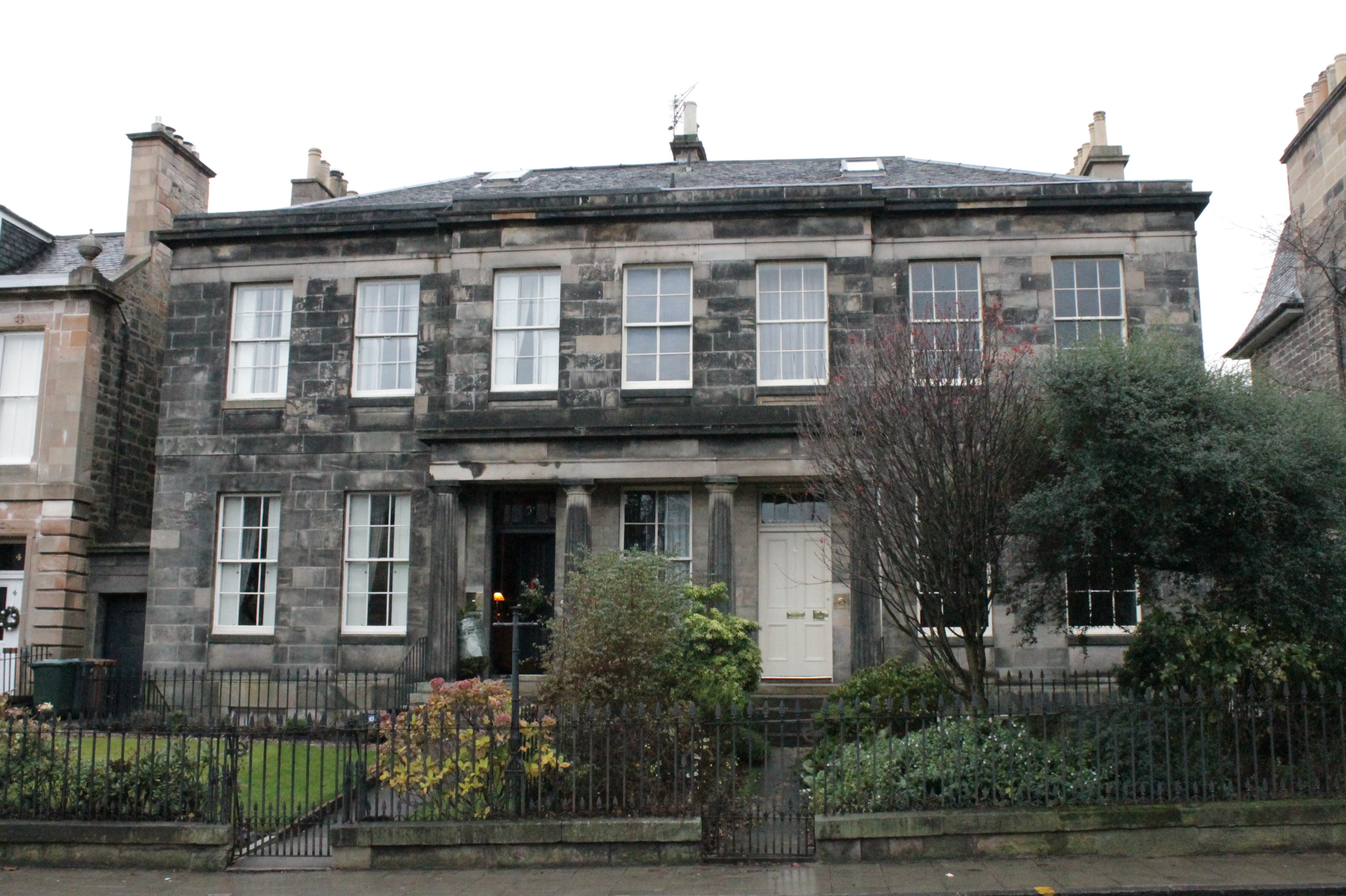
Inverleith Row
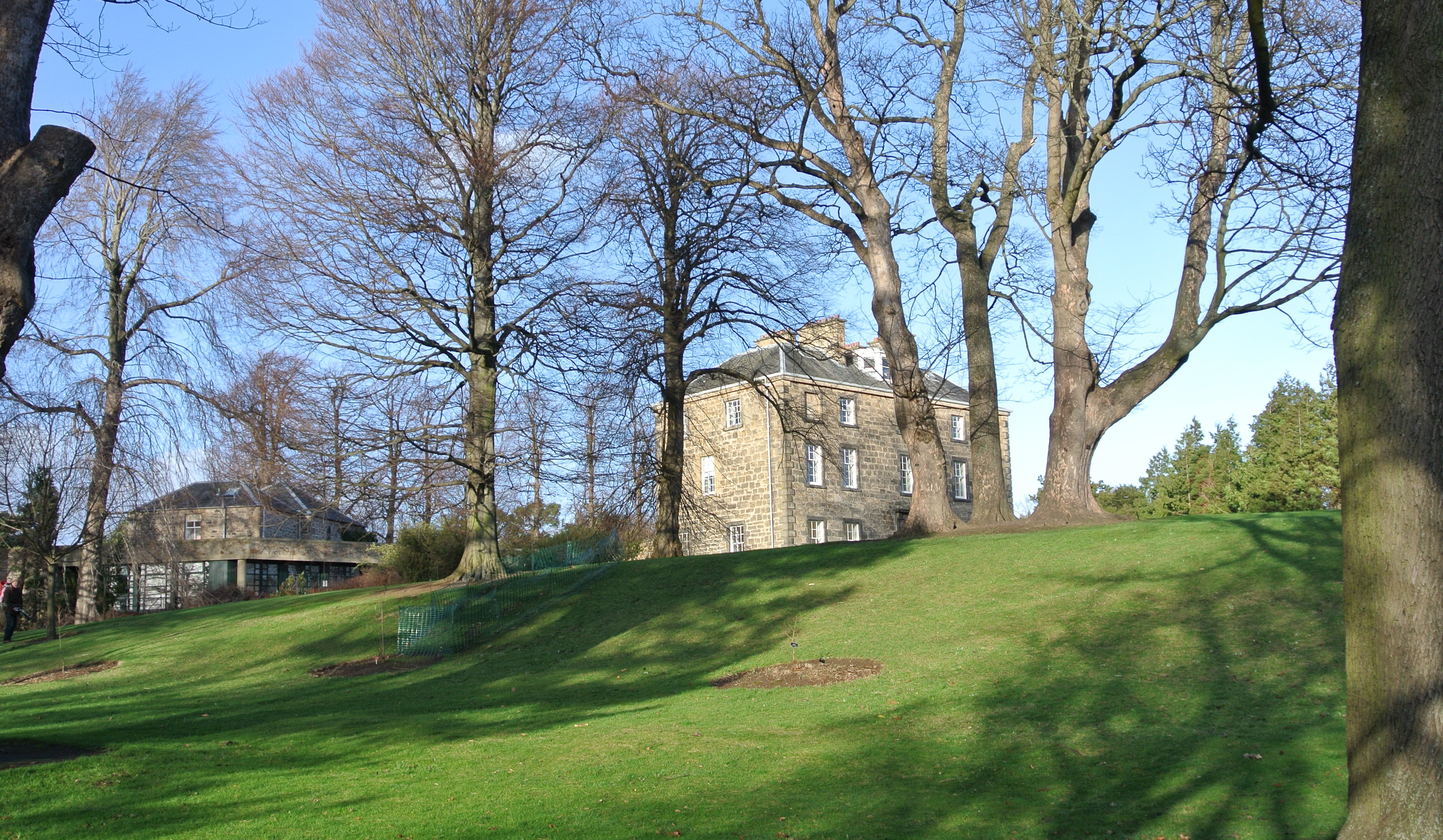
Inverleith House
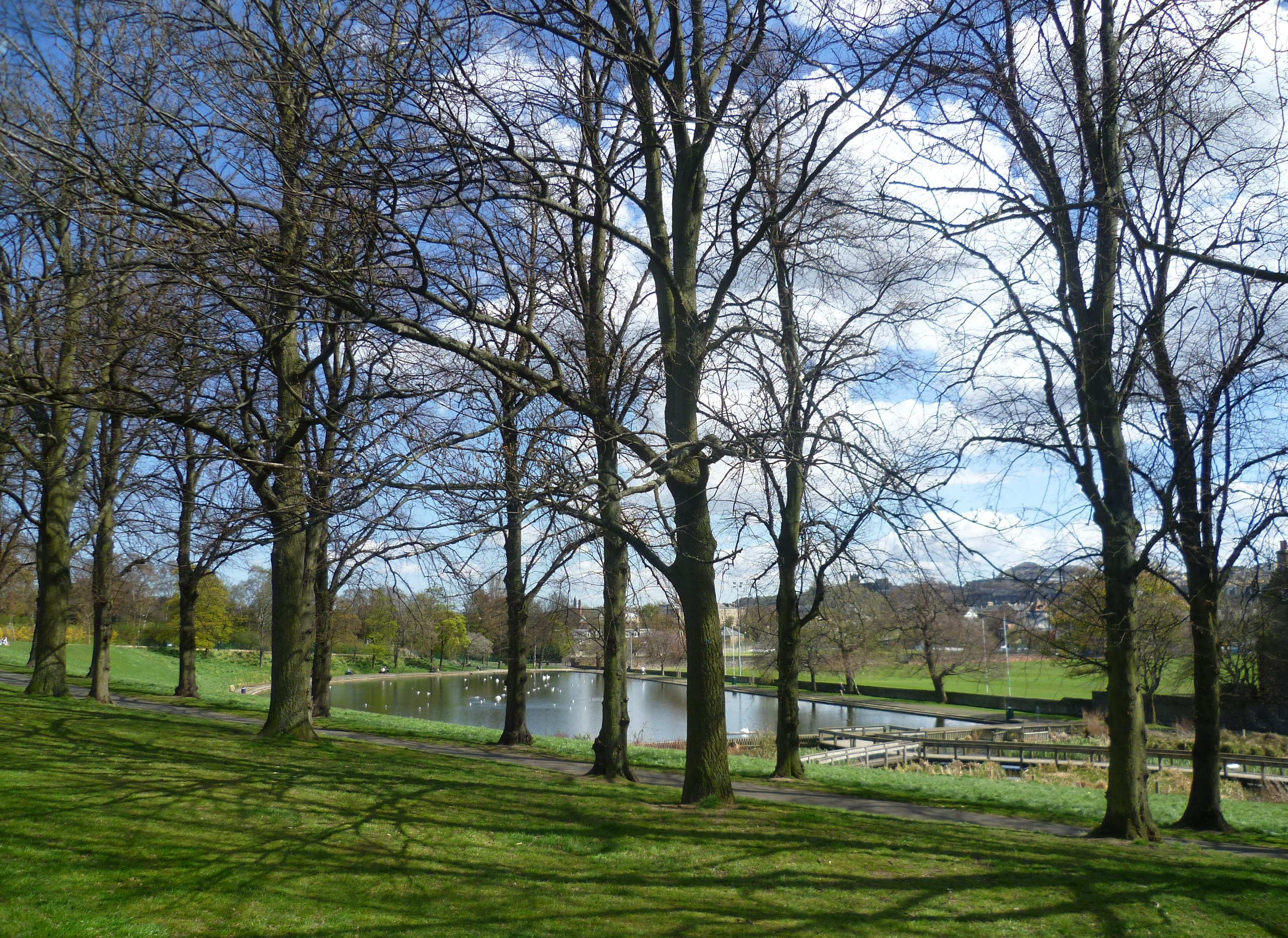
Inverleith Park
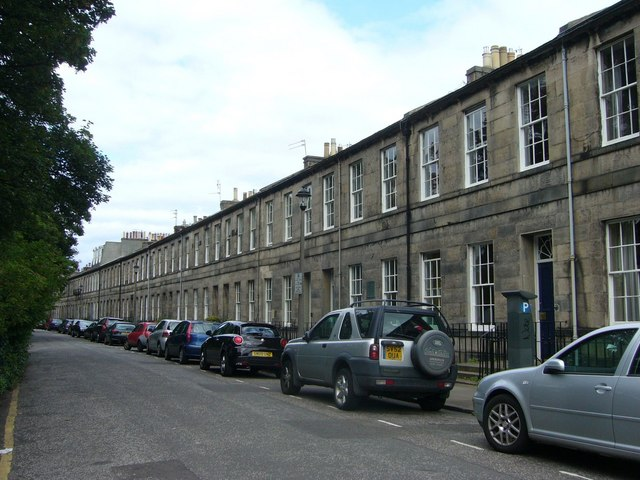
Warriston Crescent
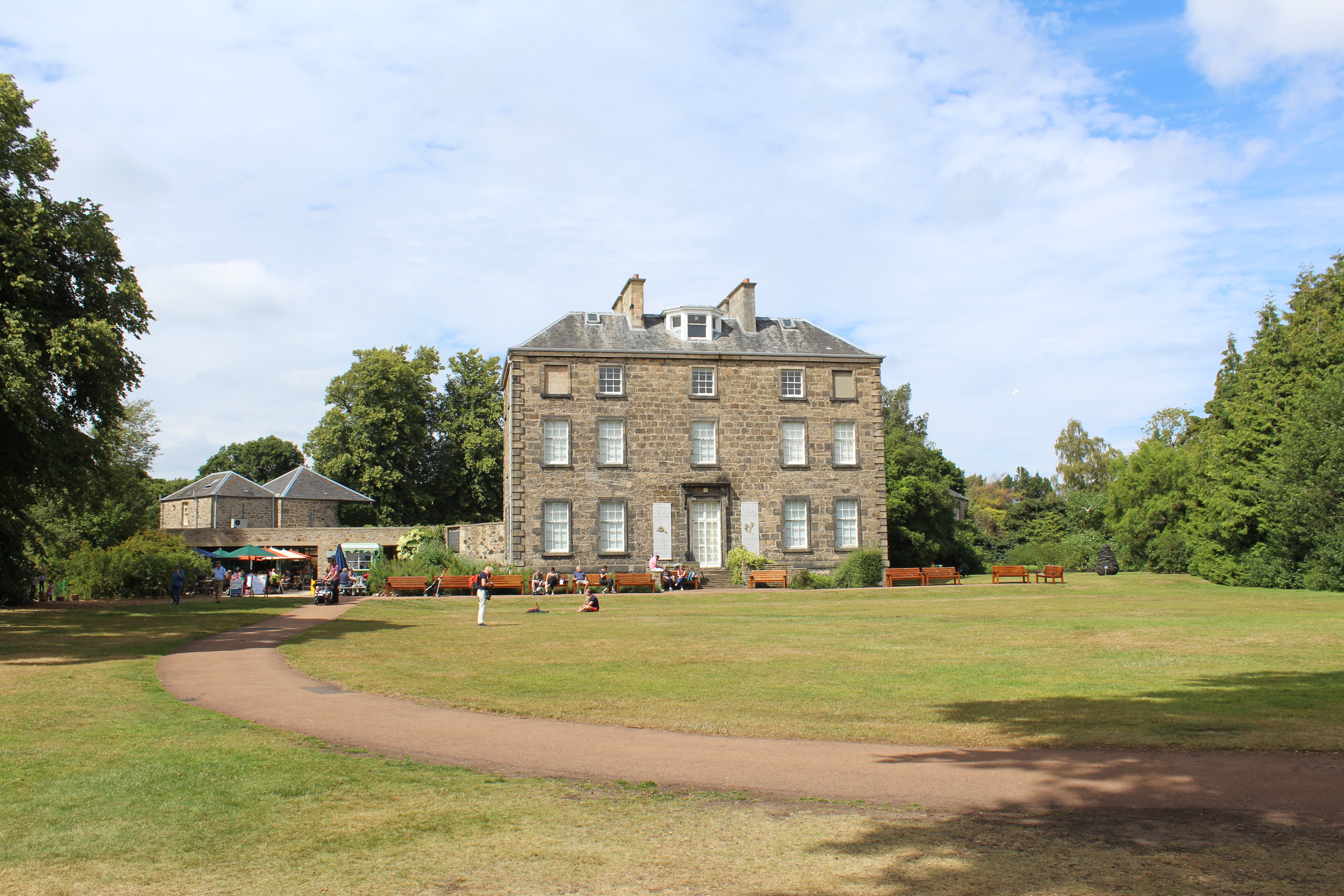
Maison Inverleith, Jardin Botanique Royal

(Sources : article anglophone sur Leith Leith.
Pour le rugby : )

## Liens
- Géographie de l'Écosse